# 驚天計畫
《驚天計畫》是一款動作冒險遊戲，於2006年3月31日於歐美發行，6月15日開放國內預購，6月22日於發行。由基督山遊戲開發，在PC以及PS2同步開發，美思捷達負責台灣代理。

## 遊戲介紹

### 遊戲特色
遊戲中採用獨特的分割視窗模式，玩家可同時操作三名角色，在遊戲中，有些任務是要2個人甚至3個人同時才能達成，例如開門、掩護同伴。
在遊戲中也安排依些技巧，像是可以潛行到警衛的後面扼頸扼頸使其昏迷，也使用鎮爆槍或手槍將他擊倒，或是電腦入侵，開啟系統，甚至是扒竊，從目標手中「順手牽羊」，得到指定物品。

### 人物
竊盜小組
- 羅伯·泰勒綽號「首腦」(Robert "the mind" Taylor)，竊盜小組首腦，與佛斯特是大學時期的好友，但在自從五年前在任務中被他拋棄之後，兩人關係從好友變成勁敵。
- 薇樂莉·卡萊拉綽號「貓女」(Valerie "cat" Carrera)，火辣性感，雙眸勾人，也擅長開鎖。
- 亞倫·席格綽號「撲克」(Alan "poker" Siegel)，羅伯的好友，在五年任務失敗後被捕入獄，所幸由羅柏和薇樂莉救出，之後被國際刑警通緝。
- 伯尼斯·坦頓綽號「怪胎」(Bernie "geek" Stantom)，電子專家，專門電腦入侵、解開電子鎖。
- 妮娜·威爾遜綽號「神槍手」(Nina "headshot" Wilson)，狙擊手，擅長描準。
- 蓋瑞·威利斯綽號「炸彈客」(Gary "boomer" Willis)，炸彈專家，擅長設置各種類型的炸彈。
- 馬汀·克倫綽號「高牆」(Martin "the wall"Crane)，前明星保鏢，擅長翻滾。

FOSTER
- 史蒂芬·佛斯特(Steven Foster)，與羅柏是大學時期的好友，但在自從五年前在任務中拋棄他之後，就與他成為勁敵。
- 劉玲(xiou ling)，佛斯特助理。

### 劇情
專業竊賊羅伯·泰勒、亞倫·席格和史蒂芬·佛斯特受黑手黨雇佣，以換取一顆極具價值的鑽石，潛入博物館竊取兩幅倫勃朗畫作。佛斯特帶著女友薇樂莉·卡萊拉參與此次行動。團隊成功盜走其中一幅畫作，但過程中觸動了警報。佛斯特慌張地帶著薇樂莉和偷來的畫作逃走，留下羅伯特在路邊，亞倫被困在博物館，警方封鎖現場。羅伯特成功逃脫，而亞倫卻被捕。
五年後，羅伯特去探望獄中的亞倫，告訴他一個報復佛斯特的計劃。在薇樂莉的協助下，羅伯特將亞倫越獄，一同參與此次行動。黑手黨因僅獲一幅畫而拒絕支付佛斯特，後者為將第二幅倫勃朗畫作交付給黑手黨而深陷其中。該畫作正藏於布拉格藝術博物館，羅伯特計劃先行竊取，令佛斯特陷入困境。羅伯特、亞倫和薇樂莉搭乘布拉格豪華列車，佛斯特則在此與黑手黨接觸商議盜取畫作。團隊複製佛斯特的情報，將黑手黨的鑽石換成贗品，而後在國際刑警登車搜捕亞倫時急速撤離。
佛斯特計劃在兩周後搶劫博物館，羅伯特團隊因而提前行動。羅伯特召集了另外三名團隊成員：黑客伯尼斯·坦頓、爆破專家蓋瑞·威利斯和近戰專家馬汀·克倫。六人聯手破解博物館的安保，搶走畫作逃跑。然而，途中遭佛斯特攔截，佛斯特持槍逼迫他們，奪走畫作，留下他們被警方逮捕。他們在羅伯特事先聘請的狙擊手妮娜·威爾遜的搭救下得以脫身。團隊重新集結，羅伯特解釋他預料到佛斯特的干擾，並在畫作上安裝了追踪器，以便將其追踪到已經被佛斯特藏匿的另一幅畫作的地點。這將使團隊能夠奪回兩幅畫作，徹底摧毀佛斯特的名譽，迫使他躲避自己的上司。
畫作被追踪到一座屬於佛斯特的別墅，該別墅作為運送黑市貨物的掩護。羅伯特和薇樂莉從正門進入別墅與佛斯特會面，企圖將其牽制。同時，其他團隊成員潛入別墅地下室，盜取畫作並安置足夠的炸藥以摧毀建築。正當團隊準備撤退時，黑手黨發現他們的鑽石被偷，派人襲擊別墅，認為佛斯特欲欺騙他們。大部分團隊成員成功逃脫，但羅伯特被佛斯特俘虜。炸藥倒計時進行中，亞倫和薇樂莉重返別墅營救羅伯特。兩人成功營救羅伯特，但佛斯特逃脫。羅伯特追趕並在槍戰中擊斃佛斯特，然後逃跑。團隊在遠處觀看別墅爆炸。羅伯特解釋，黑手黨很可能想要以真正的鑽石和兩幅畫作為條件達成協議，而團隊各奔東西。

## 遊戲評價
- ZTGameDomain給予7.5分(滿分10分)，其原因是創新的遊戲機制、流動控制規畫以及前所未有的三人同步合作，但他們認為如果三人連線合作就會更好了。
- GameZone在整體方面給予5.5分(滿分10分)，原因是這部遊戲可以是一部很合適的遊戲，而且錯綜複雜的搶劫挑戰也聽起來很有趣，但卻缺少了遊戲的複雜性、挑戰性以及玩樂性。
  - 遊戲玩法上他們給予6.0分(滿分10分)，因為遊戲目標過於平凡，操控方式怪異，使得整個遊戲變得很無趣，而且遊戲情節和角色都低於一般水平，耐玩度不高。
  - 在畫面上他們給予5.5分(滿分10分)，他們認為畫面不夠引人注目，場景、燈光、陰影平淡，角色動畫不好。
  - 遊戲難度評為簡單，他們認為簡單的遊戲目標、無限次重來和敵人AI不好是缺少挑戰性的主因。
  - 概念方面他們給予6.0分(滿分10分)，原因是雖然裡面有很好的想法跟概念，但卻沒有徹底執行。
  - 多人遊戲方面給予4.0分(滿分10分)最低評價，其原因是這部遊戲可以同時與1或2位朋友合作完成相同的關卡，但是必須要在單人模式裡完成額外目標。

## 外部連結
- 驚天計畫中文官網 （页面存档备份，存于）